# Улрих Трап
Улрих Трап (на немски: Ulrich Trapp Bischof von Seckau; † 16 декември 1415) е епископ на Зекау в Щирия, Австрия.

## Произход
Древната благородническа фамилия е от Щирия и от ок. 1450 г. в Тирол. Той е син на Якоб I Трап († сл. 1388) и внук на Фридрих Трап († сл. 1361) и съпругата му Елизабет Фукс фон Лойчах. Брат е на Якоб II Трап (* пр. 1399; † 1413/1416), женен за Анна фон Идунгсбург († 1411) и за Клара Галенбергер.